# Stevnsgade Superwomen
|  | For amatørforeningen, se Stevnsgade Basketball (forening) og for herreholdet, se Stevnsgade Basketball. For alternative betydninger, se Stevnsgade |
Stevnsgade Superwomen er et dansk professionelt damehold i basketball hjemmehørende på Nørrebro i København. Holdet vandt sølv i Dameligaen i 2015-2016.

## Historie
I 2015 rykkede klubbens herrehold op fra 1. division til Basketligaen. I forbindelse med dette, blev 1. Herre og 1. Damer begge udskilt fra moderklubben og det professionelle selskab Stevnsgade Copenhagen blev oprettet.

## Trofæer

### Hjemlige
Dameligaen
Sølv (5): 1983-1984, 1984-1985, 2001-2002, 2013-2014, 2015-2016
Bronze (2): 1991-1992, 1993-1994
Pokalturneringen
Vinder (6): 1987-1988, 1989-1990, 1990-1991, 2000-2001, 2014-2015, 2015-2016
Sølv (2): 1983-1984, 1991-1992